# Listă a distribuțiilor Linux
Lista cuprinde distribuții Linux notabile, cu informații generale despre fiecare.  Distribuțiile sunt organizate în secțiuni fie după distribuția care stă la bază, fie după sistemul de gestiune a pachetelor folosit.

Cronologie de dezvoltare a diferitelor distribuții Linux

## Distribuții bazate pe Debian
Debian este o distribuție care promovează aplicațiile software liber și care are suport pentru multe platforme hardware.  Distribuțiile bazate pe Debian folosesc pachetele în format .deb și programul de gestiune a pachetelor dpkg.
| Distribuție                      | Descriere |
| -------------------------------- | --- |
| antiX                            | Distribuție minimalistă care poate rula doar din memorie și poate lucra inclusiv și pe calculatoare vechi. |
| Baltix                           | Distribuție localizată pentru țările baltice. |
| BeatrIX                          | Distribuție compactă (200Mb) originară în Cehia. |
| Bonzai Linux                     | Distribuție de 180 MB, KDE desktop. Documentația este în limba germană. |
| Boss                             | Distribuție bazată pe Debian cu mediu Gnome Desktop în limba indiană, în mare pachetele sunt pentru domeniul guvernamental. |
| Debian-BR-CDD                    | O distribuție braziliană Debian customizată. GNOME desktop. |
| DeveLinux                        | O mică distribuție Live CD pentru dezvoltatori, studenți și profesori, bazată pe un snapshot Debian. |
| Devuan                           | Distribuție nouă bazată pe Debian Jessie |
| Elive                            | Un LiveCD și o distribuție folosind Enlightenment ca unic window manager. Are ca țintă intuitivitatea și utilizarea facilă. |
| Finnix                           | O mică distribuție LiveCD pentru administrare de sistem, disponibilă pentru mai multe arhitecturi. |
| Freespire                        | O distribuție care poate fi rulată direct de pe CD în modul "live" sau folosită pentru instalare pe un hard disk. Două versiuni sunt disponibile, inclusiv una care conține drivere, codecuri și aplicații care implementează suport pentru MP3, Windows Media, Java, Flash, QuickTime, Real șamd. |
| GenieOS                          | Un CD care ajută utilizatorii noi să instaleze un desktop Debian standard, împreună cu plugin-uri third-party comune care nu sunt distribuite prin pachetele oficiale Debian package(DVD player, Flash, Sun's Java, și MPlayer). Include desktopurile GNOME sau KDE. Cunoscut anterior sub numeleDebian Pure, dar redenumit la solicitarea dezvoltatorilor Debian pentru a evita confuzia. Vezi track record și homepage Arhivat în 7 martie 2007, la Wayback Machine. |
| Gnoppix                          | O versiune a distribuției Knoppix care folosește GNOME ca și desktop. Această distribuție este bazată în prezent pe arhitectura LiveCD folosită pentru Ubuntu. |
| GNUSTEP                          | O distribuție orientată spre dezvoltare cu o mulțime de soft bazat pe GNUstep. |
| Hiweed                           | O distribuție pentru limba Chineză cu tastatură Chinezească simplificată, dicționare chinezești și fonturi TrueType chinezești. |
| Kanotix                          | O distribuție Live CD bazată pe Knoppix care poate fi de asemenea instalată pe hard disk. Cunoscută pentru excelentul suport hardware și integrare desktop pe laptop. Desktop KDE, opțional și alte desktopuri. |
| Knoppix                          | Prima versiune LiveCD (mai târziu DVD) de Debian GNU/Linux. Este utilizabil după bootarea de pe CD și vine cu o cantitate mare de software. Timpul de bootare este relativ lung în toate distribuțiile Knoppix din cauza detectării hardware extinse. |
| Kurumin                          | O versiune de Knoppix creată pentru utilizatorii brazilieni. |
| Kalango                          | O altă distribuție braziliană bazată pe Knoppix,cu o interfață vizuală atrăgătoare. |
| LinEx                            | Distribuție promovată de guvernul comunității Extremadura, Spania. |
| Linspire                         | Distribuție creată pentru un utilizator cu cunoștințe medii în domeniul calculatoarelor. |
| Loco Linux                       | O distribuție argentiniană. |
| MeNTOPPIX                        | O distribuție indoneziană bazată pe Knoppix,cu o interfață vizuală atrăgătoare. |
| Morphix                          | O distribuție LiveCD cu diferite arome, inclusiv GNOME. Folosită drept bază pentru multe alte distribuții cum ar fi Clusterix, PHlAK sau Gnix. |
| MX Linux                         | O distribuție bazata pe Debian Stable cu programe utilite adiționale. |
| NepaLinux                        | O distribuție bazată pe Debian și Morphix concentrată pe utilizarea în limba nepală. Vezi homepage Arhivat în 12 decembrie 2006, la Wayback Machine. |
| PingOO                           | O distribuție franceză îndreptată către comunități locale,organizații publice,școli,etc. Vine în trei ediții: PingOO Communication Server, PingOO Secure Server și PingOO File Server. Include desktop-uri GNOME și KDE. Vezi homepage. |
| Parsix                           | Parsix GNU/Linux este un distro linux LiveCD instalabil. Parsix are la bază KANOTIX și Debian Sid. Vezi homepage. |
| sidux                            | O distribuție bazată pe Debian Sid. |
| Storm Linux                      | O distribuție bazată pe Debian. |
| Sun Wah RAYS LX                  | O distribuție desktop dezvoltată în China. |
| Symphony OS                      | O distribuție bazată pe Debian ce include inovativul mediu desktop Mezzo. Versiunile anterioare aveau la bază Knoppix. |
| Tuquito                          | Distribuție ce are la bază Debian și este creată în Argentina. |
| Ubuntu                           | Distribuție sponsorizată de Canonical Ltd. și de sud-africanul Mark Shuttleworth. Utilizează propriile depozite de pachete ale versiunii Debian Unstable, realizate la intervale de șase luni. Scopul acestei distribuții este de a oferi un desktop complet și finisat pe un singur CD. |
| Xandros Open Circulation Edition | Are la bază Xandros 3.0 Standard Edition,singurele diferențe fiind incapacitatea de a scrie DVD-uri și scrierea CD-urilor limitată la o viteză maximă 4X. |
| Zen Linux                        | Un LiveCD. Desktopurile disponibile sunt GNOME și KDE. |

## Distribuții GNU/Linux bazate pe Ubuntu
| Distribuție | Descriere                                                                                                   |
| ----------- | --- |
| Kubuntu     | Versiune Ubuntu ce folosește implicit ca interfață utilizator mediul desktop KDE.                           |
| Xubuntu     | Versiune Ubuntu ce folosește implicit ca interfață utilizator mediul desktop Xfce.                          |
| Lubuntu     | Versiune Ubuntu ce folosește implicit ca interfață utilizator mediul desktop LXDE.                          |
| gNewSense   | Un sistem de operare complet liber.                                                                         |
| andLinux    | Distribuție care rulează nativ sub Microsoft Windows.                                                       |
| Linux Mint  | Distribuție derivată din Debian-Ubuntu, cu toate codec-urile și plugin-urile necesare deja incluse.         |
| Trisquel    | Distribuție derivată din Debian-Ubuntu complet liberă.                                                      |
| Zorin OS    | Distribuție derivată din Debian-Ubuntu parțial liberă și interfață apropiată cu Windows XP/Windows 7/Unity. |

## Distribuții GNU/Linux bazate pe Gentoo
| Distribuție    | Descriere |
| -------------- | --- |
| BinToo         | O distribuție ce conține un număr mare de programe de calculator pre-instalate pentru utilizatorii ce nu au o conexiune permanentă la Internet. |
| EpiOS          | O distribuție pentru sistemele bazate pe EPIA. |
| Fantoo         | O distribuție ce se vrea a conține pachete de ultimă oră. |
| Flash Linux    | O distribuție ce încape pe un stick de 256MB. |
| Gentoo         | O distribuție pentru entuziaști și profesioniști deopotrivă, ce are propriul sistem de gestiune a pachetelor, denumit Portage. Implicit, aplicațiile sunt compilate din codul sursă pe sistemul utilizatorului, în loc să fie distribuite sub formă de pachete binare pre-compilate.         |
| Gentoox        | O adaptare a Gentoo pentru Xbox. |
| Kororaa        | O distribuție ce oferă o metodă ușoară de instalare a sistemului Gentoo cu ajutorul unor scripturi de instalare în locul unei configurări manuale. Kororaa a atras repede atenția în Martie 2006, când a devenit primul CD Live disponibil ce utiliza Xgl pentru grafică.                    |
| Knopperdisk    | O distribuție nouă menită doar pentru stickuri USB. |
| Medeix         | O distribuție bazată pe ideea unui singur PC bazat pe numeroase calculatoare interconectate. Folosește distcc pentru a reduce în mare măsură timpul de compilare în rețea. |
| Navyn OS       | O distribuție pe CD Live. Cele mai multe aplicații din Navyn OS consumă foarte puține resurse. |
| Pentoo         | Distribuție pe CD Live pentru teste de securitate prin simularea de atacuri. |
| Sabayon Linux  | Sabayon Linux este un DVD Live distribuit inițial sub numele de "RR4 Linux" (pe 32 de biți) și "RR64 Linux" (pe 64 de biți), începând cu 18 martie 2006. Include un număr mare de medii pentru desktop și aplicații open-source. La fel ca Knoppix, Sabayon Linux poate fi instalat pe disc. |
| SystemRescueCd | CD Live de recuperare bazat pe Gentoo Live. |
| Ututo          | O distribuție realizată în Argentina. |
| VidaLinux      | O distribuție bazată pe Gentoo, dar care folosește pentru instalare programul Anaconda. |
| Rogentos       | O distribuție bazată pe Sabayon/Gentoo realizată în România. |
| Redcore Linux  | Redcore Linux este o distribuție bazată pe Gentoo Linux și o continuare a Kogaion Linux (dezvoltat de Rogentos Development Group), realizată în România. |

## Distribuții bazate pe Red Hat Enterprise
| Distribuție                | Descriere |
| -------------------------- | --- |
| Asianux                    | Distribuție dezvoltată de Red Flag Software Co, Miracle Linux Corp și Haansoft, INC., axată pe suporturile variantelor chineză, japoneză și coreeană.               |
| CentOS                     | Distribuție sprijinită de comunitate, care urmărește să fie 100% compatibilă cu Red Hat Enterprise Linux, dar fără software Red Hat și diverse programe comerciale. |
| GENtOS                     | Generating ENterprise Operating Systems, distribuție ce se vrea a fi 100% binar compatibilă cu Red Hat Enterprise Linux.                                            |
| GNU/Linux                  | Evidențiează ce este important atunci când se crează sisteme de operare 100% binar- compatibile.                                                                    |
| Pie Box Enterprise Linux   | Distribuția își propune să fie 100% binar-compatibil cu Red Hat Enterprise Linux prin introducerea unor modificări minime în pachetele originale. homepage          |
| Scientific Linux           | O distribuție exclusiv recompilată din sursa Red Hat Enterprise Linux distribuită sub licență GPL.                                                                  |
| White Box Enterprise Linux | O distribuție proiectată să fie 100% binar compatibilă cu Red Hat Enterprise Linux.                                                                                 |
| YOUrOS                     | YOUr Operating System sau YOUr Own System, 100% binar-compatibil cu Red Hat Enterprise Linux.                                                                       |

Vezi Red Hat Enterprise Linux clones pentru o listă mai completă, precum și Produse comerciale bazate pe Red Hat Enterprise Linux.

## Distribuții bazate pe RPM
| Distribuție            | Descriere |
| ---------------------- | --- |
| aLinux                 | O distribuție pentru desktop,făcută să fie echivalentă cu Windows XP Home (cunoscută anterior ca Peanut Linux).                                                                                        |
| ALT Linux              | Conține un important suport pentru alfabetul chirilic, securitate (Openwall GNU/*/Linux) și comunitate.                                                                                                |
| Annvix                 | O distribuție server concentrată pe securitate, utilizând instrumente cum ar fi runit, urpmi, SSP-enhanced GCC și multe altele. Inițial, bazat pe Mandrake 9.2.                                        |
| Ark Linux              | O distribuție axată pe ușurința utilizării și învățării, rămânând în același timp echilibrată din punct de vedere tehnic.                                                                              |
| ASPLinux               | O distribuție care oferă suport pentru limba rusă și alte limbi chirilice. |
| Aurox                  | O distribuție cu accent pe sprijinirea mai multor limbi europene. |
| Berry Linux            | O distribuție Fedora Core de dimensiuni medii, care oferă suport în limba japoneză și engleză. |
| BLAG Linux and GNU     | O distribuție în întregime bazată pe software gratuit destinată pentru desktop, concepută pentru a oferi multe caracteristici, rămânând însă la dimensiunea unui singur CD.                            |
| Caixa Mágica           | O distribuție portugheză. |
| cAos Linux             | Distribuție cu scop general gestionată de comunitate. Proiectată pentru a fi rapidă pentru funcționarea pe hardware mai vechi și ușor de personalizat.                                                 |
| Cobind Linux           | Distribuție destinată calculatorului desktop care utilizează XFCE și Nautilus. |
| EnGarde Secure Linux   | Este o distribuție comunitară foarte sigură, bazată exclusiv pe server, construită pe baza unor politici ale SELinux și sponsorizată de Guardian Digital, Inc. din Allendale NJ.                       |
| Fedora                 | O distribuție cu destinație generală pentru, desktop și server. Dezvoltată de Red Hat și comunitate.                                                                                                   |
| Fox Linux              | O distribuție desktop bazată pe Fedora Core, realizată în Italia, concepută pentru sarcini de bază, cum ar fi navigarea pe Web, scrierea și imprimarea documentelor, utilizarea discurilor multimedia. |
| Linux Mobile System    | O distribuție Fedora Core concepută pentru a porni de la dispozitive Mass Storage, cum ar fi keydrive.                                                                                                 |
| Magic Linux            | O distribuție pentru utilizatorii din China concepută pentru a fi ușor de utilizat. |
| MCNLive                | O distribuție bazată pe Mandriva, concepută pentru a rula de pe CD sau USB Flash Drive, axată pe multimedia, internet și grafică.                                                                      |
| NOPPENLINUX            | Primul Live CD bazat pe SUSE Linux, care vizează salvarea sistemului și dezvoltarea de software. |
| PCLinuxOS              | O distribuție LiveCD dezvoltată de către Texstar, care poate fi instalată pe hard disk. Inițial, bazat pe Mandrake 9.2.                                                                                |
| PCQLinux2005           | Distribuție realizată de revista indiană PCQuest, bazată pe Fedora Core. |
| PhoeNUX OS             | O distribuție dezvoltată pentru a fi ușor de utilizat, stabilă și coezivă în design. Bazată inițial pe Ark Linux, Mandriva LE2005 și SuSE Linux.                                                       |
| PLD Linux Distribution | O distribuție destinată utilizatorilor avansați. |
| QiLinux                | Realizată în Italia, complet de la zero. Dezvoltatorii QiLinux au creat o versiune de desktop, avansată, livecd, precum și versiuni de server.                                                         |
| Red Flag Linux         | O distribuție dezvoltată în China și optimizată pentru piața chineză. |
| Sesco Linux            | O distribuție bazată pe securitate dezvoltată de Sesco information Systems Inc. |
| Tinfoil Hat Linux      | O distribuție creată pentru securitate. |
| Trustix                | O distribuție solidă concentrată pe securitate și stabilitate, fără programe și binarele ne-esențiale.                                                                                                 |
| Vine Linux             | Distribuție japoneză bazată pe Red Hat Linux. |
| Yellow Dog             | O distribuție bazată pe Fedora Core pentru platforma PowerPC. |
| YOPER                  | "Your Operating System", o distribuție desktop din Noua Zeelandă. |

## Distribuții Linux gratuite bazate pe Slackware
| Distribuție       | Descriere |
| ----------------- | --- |
| Austrumi          | Distribuție liveCD de numai 50MB, dezvoltată de programatori din Letonia |
| BackTrack         | O suită LiveCD de securitate a rețelei dezvoltată de RemoteExploit.org. Include multe utilitare pentru testarea securității rețelei. BackTrack include de asemenea, un instalator pe hard disk. |
| Bluewhite64 Linux | Un port neoficial Slackware pentru arhitectura AMD-64/EM64T. |
| College Linux     | O distribuție destinată studenților. A fost oprită în 2003, dar a fost repornită în 2006. |
| DARKSTAR          | Distribuție Linux foarte configurabilă bazată pe Slack realizată în România. |
| Frugalware        | Distribuție generală, destinată utilizatorilor cu cunoștințe Linux medii. |
| Kate OS           | O distribuție în limba poloneză. Versiunile mai noi se fac complet de la zero, ne compatibile cu versiuni anterioare Slackware. |
| Mutagenix         | Un live CD bazat pe Slackware cu pachetul desktop Freerock GNOME. |
| Plamo Linux       | O distribuție japoneză bazată pe Slackware. |
| RUNT              | O distribuție bazată pe Slackware, proiectată pentru a fi instalată pe USB. project page. |
| Salocin           | Salocin Linux este o distribuție avansată care se adresează atât începătorilor, cât și profesioniștilor. Se bazează pe Slackware și adaugă funcții precum Portage de la Gentoo și multe alte instrumente și funcții utile. Include de asemenea o gamă largă de medii desktop și aplicații software open source; poate fi rulată și ca un liveDVD .                                                |
| Sauver OS         | Sauver este un Live CD, întregul sistem de operare rulează imediat de pe USB sau CD, punând fișierele de sistem numai în memoria RAM. Este simplu de utilizat și foarte util pentru recuperarea fișierelor șterse și efectuarea de diverse alte activități de zi cu zi. Include instrumente GUI pentru instalarea driverelor Wi-Fi, recuperarea fișierelor șterse, manager de partiții și altele. |
| Slackintosh       | Un port Slackware pentru arhitectura PPC. project page. |
| Slackware         | Cea mai veche distribuție Linux, încă menținută. Pachetele Slackware sunt fișiere tar / gziped cu extensia .tgz. |
| Slamd64           | Un port Slackware pentru arhitectura x86-64. project page. |
| SLAX              | Un mic live CD care poate fi instalat pe un USB. Nu se instalează pe disc. |
| Splack Linux      | Un port Slackware pentru arhitectura bazată pe SUN SPARC, atât SPARC32, cât și SPARC64. |
| Truva Linux       | Truva Linux este o distribuție turcă bazată pe Slackware Linux. |
| Topologi          | Proiectat pentru a rula cu Microsoft Windows. Nu are nevoie de modificări de partiție.See Topologi Homepage |
| Ultima Linux      | Ultima Linux este o distribuție Linux compatibilă cu Slackware, disponibilă pentru computerele personale Intel și AMD. |
| Vector Linux      | VectorLinux este un sistem de operare Linux mic, rapid, bazat pe Intel pentru computere în stil PC, dezvoltat în Canada. |
| Zenwalk Linux     | O distribuție optimizată bazată pe Slackware, care include XFCE ca desktop implicit, bibliotecile Gnome, noul sistem de fișiere reiserfs și noul kernel. |

## Distribuții Linux binare bazate pe alte tipuri de sisteme de pachete
| Distribuție                                                     | Descriere |
| --------------------------------------------------------------- | --- |
| Arch Linux                                                      | O distribuție Linux optimizată pentru i686 care vizează utilizatorii Linux competenți. Folosește utilitarul pacman pentru a actualiza pachetele. |
| CRUX                                                            | CRUX este o distribuție optimizată pentru utilizatorii Linux experimentați. Principalul obiectiv al distribuției este principiul KISS (să păstrăm lucrurile simplu), care se reflectă într-un sistem pachet simplu tar.gz, initscripts în stil BSD și colecție mică de pachete. |
| Foresight Linux                                                 | O distribuție construită în jurul noului manager de pachte Conary. |
| Generations Linux                                               | Distribuție liveCD bazată pe kernelul 2.6 linux cu desktopuri KDE și (implicit) Fvwm. |
| GoboLinux                                                       | O distribuție alternativă de Linux care redefinește întreaga ierarhie a sistemului de fișiere instalând tot ce aparține unei aplicații într-un subfolder și utilizând simboluri și subfolderele sale pentru a indica fișierele corespunzătoare.                                 |
| IBLS                                                            | O mini distribuție server. |
| ImpiLinux Arhivat în 7 iulie 2009, la Wayback Machine.          | O distribuție din Africa de Sud care se adresează utilizatorilor din Africa. |
| Jedi GNU/Linux                                                  | O distribuție de metadate GNU/Linux bazată pe surse, construită în jurul managerului de pachete force-get. |
| MkLinux                                                         | O distribuție a sistemelor PowerPC care execută kernelul Linux ca server peste micronucleul Mach. |
| NimbleX                                                         | O distribuție destinată utilizatorilor neexperimentați. Se rulează de pe CD sau USB. |
| Phrealon                                                        | O distribuție live CD destinată realizării de imagini ISO pentru mai multe stații de lucru. |
| Underground Desktop Arhivat în 23 mai 2007, la Wayback Machine. | O distribuție desktop bazată pe Arch Linux, optimizată și cu desktop KDE. |
| Pardus                                                          | O distribuție multilingvă, dezvoltată în Turcia. Utilizează PISI (un nou sistem de gestionare a pachetelor) ca manager de pachete. |
| Solus                                                           | O distribuție independentă și multilingvă, dezvoltată de o echipă internațională. Utilizează eopkg un sistem de gestionare a pachetelor care este bifurcare al lui PISI. Solus este o distribuție cu eliberare încontinuu.                                                      |

## Distribuții sursă cu sau fără un sistem de pachete
| Distribuție        | Descriere |
| ------------------ | --- |
| Gentoo             | Are propriul manager de pachete, Portage și este baza pentru mai multe distribuții Linux.                                                                                       |
| Heretix            | Succesorul RubyX, gestionarea acestei distribuții, inclusiv pachetele de programe, se face prin intermediul limbajului de programare Ruby.                                      |
| Linux From Scratch | Un set de instrucțiuni pentru construirea unui sistem Linux prin compilarea din codul sursă și instalarea de către utilizator (manuală sau automatizată) a fiecărei componente. |
| Lunar Linux        | O distribuție bazată pe codul sursă din Sorcerer Linux. |
| Murix              | O distribuție bazată pe Linux From Scratch creată cu scopul de a funcționa pe toate platformele hardware.                                                                       |
| Onebase Linux      | Distribuție destinată unei game largi de utilizatori. |
| ROCK Linux         | Conține un set de instrumente software pentru dezvoltarea unei distribuții. |
| Sorcerer Linux     | O distribuție bazată pe cod sursă. |
| Source Mage Linux  | O distribuție bazată pe cod sursă, derivată din Sorcerer Linux. |
| T2 SDE             | Un mediu de dezvoltare a sistemului open source (kit de distribuție), ce permite crearea de distribuții personalizate.                                                          |
| TA-Linux           | O distribuție cu o bază mică de instalare pentru utilizatorii avansați, care se poate extinde pentru a include software-ul de care au nevoie.                                   |
| YaKa Linux         | Un mediu pentru descrierea și instalarea sistemelor la nivel de site. |

## Distribuții mici pentru computere vechi
Acestea sunt distribuții de mici dimensiuni, numite și „miniLinux”, cele mai multe oferă atât opțiuni de instalare pe hard disk, cât și pe USB. Sunt utilizate pentru a rula pe calculatoare mai vechi, dar și pentru  operații de recuperare a datelor, configurare firewall sau router sau alte sarcini specifice.
| Distribuție            | Descriere |
| ---------------------- | --- |
| Austrumi               | O mini distribuție LiveCD din Letonia și în limba engleză. Este bazat pe Slackware și similar cu Puppy Linux, dar include un set mai bogat de caracteristici. |
| Basic Linux (BL)       | Bazat pe Slackware și destinat calculatoarelor cu hardware limitat; extensibil cu programe direct din depozitul Slackware. Una dintre puținele distribuții miniLinux capabile să ruleze un interfață grafică. |
| cAos Linux             | Gestionat de către comunitate, scop general, și ușor de personalizat. |
| Damn Small Linux (DSL) | Bunicul distribuțiilor miniLinux. Un live CD cu opțiune de instalare pe hard disk. Între timp, acesta a devenit un proiect comunitar considerabil activ. Include sistemul propriu de pachte * .dsl, dar oferă opțiuni de utilizare a formatului deb din depozitele Debian pentru a extinde sistemul. Folosește managerul de ferestre Fluxbox. |
| DeLi Linux             | Distribuție Linux special realizată pentru a rula pe calculatoare vechi, conține o interfață grafică, browser web, și pachet office, care pot rula pe platforma i486. |
| Feather Linux          | Similar cu Damn Small Linux, dar este mai strâns legat de Knoppix). Include mai multe pachete software, fiind de aproximativ 115MB. Utilizează detectarea hardware Knoppix și managerul de ferestre Fluxbox. Compatibil cu pachetele Debian (.deb). |
| Flonix USB Edition     | Distribuție miniLinux pentru desktopcare rulează de pe USB. Este o distribuție comercială care poate fi achiziționată numai pre-instalată pe stick-uri USB. |
| muLinux                | Distribuție bazată pe libc5, care are o instalare de bază aflată pe o singură dischetă de 1722K, cu extensii opționale floppy-disk. Acest lucru permite utilizarea calculatoarelor vechi ca firewall-uri, servere de imprimante sau stații de introducere a datelor. Există și o versiune LiveCD, cu mediu desktop Xfce, și suport GNOME. Este capabil să ruleze un desktop grafic din doar două dischete. |
| PocketLinux            | O distribuție bazată pe Slackware, creată de foștii dezvoltatori ai Bonzai Linux. Include un desktop simplificat de instalare Slackware și KDE Light. |
| Puppy Linux            | O distribuție miniLinux unică, care este de 2-3 ori mai rapidă decât alte distribuții mini datorită faptului că se bazează pe Slackware și nu pe Knoppix. Conține un set foarte mic de utilitare, de exemplu versiunile anterioare au folosit BusyBox în loc de bash pentru a oferi suport pentru linia de comandă. Folosește JWM, un manager de ferestre asemănător Windows. |
| SimpleSlax             | Varianta SLAX LiveCD de numai 120 MB concepută pentru a fi folosită cu hardware-ul mai vechi. Setările GUI și de ale sistemului de fișiere sunt minimale cu suport pentru informații despre dispozitive și opțiunea de a utiliza browserul web Dillo, construit pentru a încărca rapid și a funcționa fără probleme pe PC-uri cu procesare sub 300 MHz și memorie RAM mai mică de 128 MB. |
| Stem Desktop           | Distribuție hibrid, care folosește pachete din depozitul Debian împreună cu pachete în formatul deb și un desktop (Fvwm95). Proiectat pentru hardware low-end (266 MHz / 64 MB RAM, instalare pe disc 800 MB). Spre deosebire de alte mini-distribuții, aceasta nu are propriul CD de instalare. Utilizatorul trebuie să instaleze mai întâi CD-ul Debian fără a selecta niciun pachet și apoi să ruleze un script de instalare pe bază de text personalizat, care construiește restul prin conexiunea la rețea deschisă. |
| SPBLinux               | Mini-distribuție pentru floppy și USB. |
| Vector Linux           | Minidistro cu un instalator pe bază de text. Disponibil atât în format standard (minimalist), cât și în SOHO (Small Office/Home Office, KDE etc, dimensiune 2GB). Versiunea Deluxe (comercială) este, de asemenea, disponibilă. Administrare avansată a pachetelor cu slapt-get și gslapt. |

## Distribuții parțial sau total comerciale
| Distribuție                                                               | Descriere |
| ------------------------------------------------------------------------- | --- |
| ASLinux                                                                   | O distribuție bazată pe Debian, cu desktop KDE, pentru limba spaniolă. Include programe de birou, jocuri, știință și software. |
| Athene Operating System Arhivat în 16 octombrie 2006, la Wayback Machine. | Athene este un sistem de operare comercial dezvoltat de Rocklyte Systems pentru utilizarea în casă și afacere. |
| BlueCat Linux                                                             | O implementare a modelului Linux îmbunătățit pentru utilizarea în sisteme înglobate, variind de la dispozitive mici de tip consumator, la sisteme de mari dimensiuni, multi-CPU. |
| EZblue Linux                                                              | O distribuție Linux inițial concepută ca server de poștă electronică, imprimare și server web destinat întreprinderilor mici, un concurent direct al serverului Microsoft Small Business Server. |
| FireCast OS                                                               | O distribuție Linux pentru aplicații kiosk și dispozitive conectate inteligent. |
| Hancom Linux                                                              | O distribuție bazată pe Red Hat cu mediul desktop KDE și GNOME, care a introdus multe caracteristici ale Asianux. |
| Libranet                                                                  | O distribuție desktop bazată pe Debian. Instalarea are detectare hardware, printr-un "adminmenu" (în modul text și grafic) pentru a ușura configurația hardware și software. |
| Linspire                                                                  | O altă distribuție desktop, denumită anterior Lindows, bazată pe Debian. Pachetele software suplimentare sunt disponibile de la Linspire sau prin comanda apt. De asemenea, conține software proprietar. |
| Linux XP                                                                  | O distribuție ușor de utilizat, fără a fi nevoie de partiționarea hard disk-ului și procesare complicată a configurației hardware. Ultima lansare, 19 decembrie 2005. |
| Mandriva Linux                                                            | Distribuție cunoscută sub numele de Mandrake Linux. Există diverse versiuni pentru servere, stații de lucru, întreprinderi mici și persoane fizice. Inițial, o variantă Red Hat Linux optimizată pentru CPU din clasa Pentium, Mandriva Linux a devenit între timp o distribuție nouă, numită Mageia.                                       |
| MEPIS                                                                     | O distribuție bazată pe Debian, ușor de utilizat, care rulează și ca LiveCD. Există mai multe versiuni. |
| MEPIS Lite                                                                | O versiune pentru desktop concepută pentru utilizatorii cu cerințe hardware mai mici (Pentium II/128 MB/2 Gb). |
| SimplyMEPIS                                                               | Numele oficial al distribuției MEPIS. |
| MEPIS SoHoServer                                                          | Versiunea server cu scop general bazat pe Debian. |
| Mobilinux                                                                 | Distribuție înglobată pentru smartphone-uri. |
| Nitix                                                                     | Distribuție distribuită în Canada, dezvoltată Net Integration Technologies, Inc. În ianuarie 2008, această companie a fost achiziționată de IBM și a devenit o filială sub numele Lotus Foundations. Prima versiune a fost lansată în septembrie 1997. Cea mai recentă versiune a fost 4.4.0a și a fost lansată pe 26 martie 2007.          |
| CoLinux                                                                   | Proiect open source pentru funcționarea sistemului Linux pe Microsoft Windows. CoLinux este un port al kernel-ului Linux care îi permite să ruleze în comun cu un alt sistem de operare pe un singur calculator. |
| Oracle Linux                                                              | Distribuție Linux bazată pe Red Hat Enterprise Linux (RHEL), pusă la dispoziție gratuit de Oracle, disponibilă sub licența GNU de la sfârșitul anului 2006. Se bazează pe pachetele (RHEL) și are două variante ale kernel-ului Linux: kernel-ul original de la RHEL și pachetul Oracle dezvoltat cu nucleul Enterprise Unbreakable Kernel. |
| Pie Box Enterprise Linux                                                  | Distribuție bazată pe Red Hat Enterprise Linux. |
| Progeny Componentized Linux                                               | O distribuție Linux bazată pe Debian, folosind programul de instalare Anaconda de la Red Hat Linux. |
| Red Hat Enterprise Linux (RHEL)                                           | Distribuția exclusiv comercială pentru piața de servere. În anul 2003, Red Hat Enterprise Linux înlocuiește distribuția Red Hat Linux. |
| rPath Linux                                                               | Distribuție comercială Linux orientată către dezvoltarea de software la scară largă, construit cu gestionarul de pachete Conary, folosind tehnologia rBuilder Online. |
| RXART Arhivat în 14 martie 2018, la Wayback Machine.                      | Proiect de distribuție Linux dezvoltat de compania argentiniană Pixart, bazat pe Debian. |
| Sun Wah RAYS LX                                                           | Distribuție bazată pe Debian, dezvoltată în China. |
| SUSE Linux                                                                | O distribuție furnizată de Novell, una dintre cele mai populare distribuții Linux din Europa. SUSE Linux este disponibil sub două branduri, openSUSE și SUSE Linux Enterprise. Acestea includ un instrument de configurare multifuncțional numit YaST.                                                                                      |
| openSUSE                                                                  | Distribuție majoră opensource susținută de SUSE și de alți sponsori și servește drept bază pentru produsele SUSE Linux Enterprise. openSUSE este succesorul SUSE Linux Professional. |
| SUSE Linux Enterprise Server                                              | O distribuție server dezvoltată de SUSE și orientată spre piața de afaceri. |
| SUSE Linux Enterprise Desktop                                             | Cunoscută anterior ca Novell Linux Desktop, este o distribuție Linux furnizată de SUSE și orientată spre piața de afaceri. |
| SUSE Linux Enterprise Real Time                                           | Un sistem de operare open-source, în timp real, conceput pentru a reduce latența și a spori predictibilitatea și fiabilitatea aplicațiilor critice de timp și de afaceri. |
| Tuga                                                                      | Distribuție comercială realizată în Italia, bazată pe QiLinux. |
| Turbolinux                                                                | O distribuție populară în Asia, bazată pe Red Hat Linux. |
| Userful Desktop                                                           | Sistem complet de operare Linux preintegrat cu o suită de software de management al computerelor. Construit pe platforma Red Hat Enterprise Linux, Userful Desktop este o platformă de calcul desktop care poate fi personalizată pentru a aborda o mare varietate de aplicații publice de calcul.                                          |
| Xandros                                                                   | Soluție desktop bazată pe Debian. Versiunea 1 s-a bazat pe Corel Linux OS și compatibilitate Windows. Distribuția Xandros conține software proprietar, cum ar fi managerul de fișiere. În funcție de versiunea Debian, Xandros este compatibil cu dpkg.                                                                                     |
| YES Linux                                                                 | Suită comercială de produse și servicii cu costuri reduse, care să permită micilor magazine să construiască rapid și ușor o prezență online. |

## Distribuții speciale

### Distribuții orientate pe rețele
| Distribuție                                                       | Descriere |
| ----------------------------------------------------------------- | --- |
| Arudius                                                           | Arudius este o distribuție live a CD-urilor Linux bazate pe scripturile Slackware Linux, Zenwalk Linux și Linux Live. Acesta conține un set extins de instrumente software utilizate de profesioniștii în domeniul securității IT pentru testarea penetrării și analiza vulnerabilității. Cea mai recentă versiune, Arudius 0.5 a fost lansată în 2006. |
| ClearOS                                                           | Distribuție bazată pe CentOS, pentru a fi utilizată în întreprinderile mici și mijlocii ca un gateway și server de rețea cu o interfață de administrare bazată pe web. Este o alternativă la Windows Small Business Server. |
| Coyote Linux                                                      | Distribuție firewall concepută în scopul protejării unei rețele personale sau educaționale. Este proiectat pentru a avea cerinte de hardware foarte reduse. |
| Devil-Linux                                                       | Este o distribuție Live CD pentru firewall și router. |
| Echelon Linux                                                     | Distribuție Linux proiectată pentru monitorizarea și gestionarea rețelei. Dispune de scanare a vulnerabilităților și de monitorizare a serviciilor. Configurația sa poate fi stabilită printr-o interfață Web. Se bazează pe DamnSmallLinux. |
| Eisfair                                                           | Server de Internet bazat pe Linux a cărui instalare nu necesită cunoștințe despre Linux. |
| Fli4l                                                             | Distribuție router ISDN, DSL și Ethernet bazată pe Linux, care poate fi instalat pe hard disk, CD sau card de memorie. |
| FREESCO                                                           | Mini distribuție Linux destinată utilizării ca firewall/router, care permite partajarea unei conexiuni la internet între mai multe computere din aceeași rețea locală. Suportă până la 10 carduri de rețea și 10 modemuri. Poate fi stocat pe o singură dischetă de 1,44 MB și necesită un minim de 8 MB de RAM.                                        |
| Gibraltar Linux Arhivat în 21 februarie 2017, la Wayback Machine. | Distribuție bazată pe Debian; folosit pentru a asigura rețelele locale ca un software de firewall. Ultima versiune este 3.0, publicată pe 04-14-2010. |
| IPCop                                                             | Este o distribuție Linux bazată pe Linux From Scratch, care are ca scop furnizarea unui firewall simplu de gestionat pe baza hardware-ului PC. IPCop este un firewall construit pe cadrul netfilter din Linux. |
| NASLite                                                           | Mini distribuție, proiectată să transforme un calculator vechi într-un server de fișiere. Există 3 versiuni gratuite, fiecare având dimensiunea unei dischete de 1722 KB. |
| nUbuntu                                                           | Proiect care utilizează distribuția Ubuntu pentru a crea un liveCD live cu instrumente specifice pentru testarea securității serverului și a rețelei, dar și o stație de lucru pentru utilizatorii avansați. Utilizează managerul de ferestre Fluxbox.                                                                                                  |
| OpenWrt                                                           | Sistem de operare open source pentru sisteme înglobate, bazat pe nucleul Linux. Proiectul a început în 2004, fiind bazat pe codul sursă GPL al ruterului Linksys WRT54G (de la care provine și numele). |
| Operator Linux                                                    | Este o distribuție completă de Linux (Debian) care rulează de pe un singur CD bootabil și rulează în întregime în RAM. Conține un set extins de instrumente de securitate de rețea Open Source care pot fi utilizate pentru monitorizarea și descoperirea rețelelor.                                                                                    |
| Peer/ix                                                           | Conceput să ruleze într-un sistem de fișiere de rețea p2p. |
| Sentry Firewall                                                   | Distribuție Linux anterioară bazată pe Slackware, proiectată să funcționeze ca firewall. Poate fi lansată prin intermediul LiveCD-ului. Versiunea 1.0.2 a fost lansată pe 5 ianuarie 2001, iar versiunea 1.5.0-rc16 pe 13 ianuarie 2005. |
| SmoothWall                                                        | Distribuție router/firewall cu o interfață web și un terminal minimalistic. |
| The Linux Router Project                                          | Mini distribuție pe o singură dischetă de 1,44 MB orientată către rețele. Proiectul a fost abandonat în 2003. |
| Tinfoil Hat Linux                                                 | Mini distribuție considerată ca fiind una dintre cele mai sigure distribuții Linux. A fost special creat pentru computerele pe care erau stocate informații importante. Nu avea un mediu grafic, ci interfață de linie de comandă. |
| Trinux                                                            | Este o distribuție ramdisk/floppy care conține instrumente utile pentru maparea și monitorizarea rețelelor TCP/IP (detectarea intruziunilor și scanarea vulnerabilităților) |
| trixbox                                                           | Conceput pentru a configura cu ușurință un server VoIP, bazat pe Asterisk PBX. |

### Distribuții orientate pe educație
| Distribuție   | Descriere |
| ------------- | --- |
| AbulÉdu       | Distribuție franceză destinată utilizării în școli și asociații. Include proiectul Linux Terminal Server și un număr mare de aplicații educaționale. |
| College Linux | Bazat pe Slackware de la Colegiul Robert Kennedy, Delemont, Elveția. Întrerupt în 2003, repornit în 2006. |
| Edubuntu      | Este o distribuție membră a familiei Ubuntu, special proiectată pentru a fi folosită în scopuri educaționale. Include software educațional pentru elevi între 6 și 18 ani. |
| EduLinux      | Distribuție Linux completă (stație de lucru și server) bazată pe Mandriva oferind o gamă largă de programe dedicate comunității educaționale. A fost dezvoltată de studenții de la Université de Sherbrooke, din Quebec, Canada.                                                                    |
| eduKnoppix    | Este o distribuție liveCD din Italia destinată școlilor, bazată pe Knoppix. |
| EdulibreOs    | O distribuție din Guatemala bazată pe Ubuntu concepută pentru a introduce copiii în lumea computerelor și a tehnologiei IT. Este susținută de compania XumaK. |
| Emmabuntüs    | Este o distribuție Linux derivată din Ubuntu și Debian construită pentru a recondiționa calculatoarele donate comunităților Emmaüs. |
| GnuLinEx      | Distribuție Linux bazată pe Debian. Este sistemul de operare promovat de regiunea Extremadura, Spania. |
| Guadalinex    | O distribuție bazată pe Ubuntu, promovată de guvernul local din Andaluzia, Spania pentru școli. |
| K12LTSP       | Este o distribuție modificată a Fedora Core, care utilizează pachetele integrate ale proiectului Linux Terminal Server Project (LTSP). Este proiectat pentru a fi ușor de instalat și configurat. K12LTSP este o platformă a proiectului Linux în școală (K12Linux).                                |
| Skolelinux    | Un sistem de operare open source destinat utilizării educaționale și variantă Debian Pure Blend. Proiectul a fost înființat în Norvegia în 2001 și se dezvoltă pe plan internațional. |
| UberStudent   | Distribuție Linux open source bazată pe Ubuntu. Conține o colecție de programe destinate în special studenților, profesorilor și școlilor. Utilizează mediile desktop LXDE și Xfce. Prima versiune a fost lansată pe 15 iulie 2010. Cea mai recentă versiune este 4.1, lansată pe 16 ianuarie 2015. |

### Distribuții orientate pe Media
| Distribuție                                               | Descriere |
| --------------------------------------------------------- | --- |
| 64Studio                                                  | O distribuție bazată pe Debian specializată pentru producția audio și video pe stațiile de lucru AMD64. Prima versiune a fost lansată pe 1 august 2006. Cea mai recentă versiune este 2.1 și a fost lansată pe 9 iunie 2008.                                        |
| AV Linux                                                  | Distribuție bazată pe Debian, cu o vastă colecție de software pentru producție audio și video. |
| DeMuDi                                                    | Este o distribuție Debian Pure Blend, cu funcții care vizează producerea de muzică, sunet și video. |
| dyne:bolic                                                | LiveCD orientat către producția multimedia audio și video care oferă o gamă largă de aplicații pentru înregistrare, editare, codare și redare. |
| Firecast OS]                                              | O distribuție comercială pentru Digital Signage și Kiosks. |
| GeeXboX                                                   | LiveCD bazat pe Kodi. Acesta face posibilă transformarea oricărui calculator într-un centru media. |
| KXStudio                                                  | Este o distribuție Linux bazată pe Ubuntu, cu o colecție de aplicații și plugin-uri pentru producția audio profesională. |
| Lakka                                                     | Distribuție care transformă un calculator PC într-o consolă de jocuri. |
| LibreELEC                                                 | Platformă non-profit a OpenELEC, LibreELEC este o suită completă de software pentru centre media pentru sistemele înglobate și calculatoare. Conține o versiune preconfigurată a Kodi precum și software opțional.                                                  |
| MiniMyth                                                  | Mică distribuție Linux care transformă un calculator fără hard disk într-o interfață MythTV. |
| Musix GNU+Linux                                           | Distribuție bazată pe Debian, din Argentina, care include o colecție de programe gratuite pentru producția audio, grafică și editare video. |
| RasPlex                                                   | Permite transformarea televizorului într-un SmartTV. Bazat pe LibreELEC, RasPlex este un set-top box care permite redarea conținutului de pe un calculator PC sau smartphone la televizor.                                                                          |
| C't-VDR Arhivat în 31 decembrie 2006, la Wayback Machine. | Distribuție specializată bazată pe Debian, care transformă calculatorul într-un înregistrator video digital DVB-S. Este publicată de către revista germană de IT "c't". Folosește formatul VDR al lui Klaus-Peter Schmidinger și software-ul scris de mulți autori. |
| Ubuntu Studio                                             | Variantă Ubuntu destinată procesării profesionale audio, video și grafică. Distribuția oferă o colecție de aplicații open source disponibile pentru crearea de conținut multimedia.                                                                                 |

### Alte distribuții speciale
| Distribuție                                                | Descriere |
| ---------------------------------------------------------- | --- |
| AMiLDA Arhivat în 25 martie 2018, la Wayback Machine.      | O distribuție înglobată pentru routere care utilizează chipsetul ADM5120 MIPS . |
| andLinux                                                   | Distribuție bazată pe Ubuntu ce rulează nativ pe sistemele de operare Microsoft Windows 2000 (2000, XP, 2003 și versiuni 32-bit de Vista). |
| CoLinux                                                    | Software care permite Microsoft Windows și kernelul Linux să ruleze simultan în paralel pe același calculator. |
| DeveLinux Arhivat în 14 ianuarie 2017, la Wayback Machine. | Distribuție liveCD pentru dezvoltatori. Conține orice tip de software util pentru programarea și dezvoltarea unui proiect Linux. homepage Arhivat în 30 septembrie 2007, la Wayback Machine. |
| DSLinux                                                    | Portare a sistemului de operare Linux pentru Nintendo DS. |
| ELKS                                                       | Cunoscut anterior ca Linux-8086, este un kernel Unix-like și subset al kernel-ului Linux. Este destinat computerelor de 16 biți cu resurse limitate de procesor și memorie, cum ar fi calculatoarele cu Intel 8086 și microprocesoare compatibile, care nu sunt acceptate de Linux pe 32 biți.                                                                                                |
| eLinux                                                     | Proiect ce are ca scop dezvoltarea și utilizarea Linux-ului în sistemele înblobate. |
| Embedix                                                    | Kernel personalizabil destinat dezvoltatorilor OEM de dispozitive înglobate. Embeddix se bazează pe Caldera OpenLinux. |
| Familiar Linux                                             | Distribuție pentru iPAQ și PDA, care concurează cu Windows CE. Folosește OPIE și GPE Palmtop Environment ca interfață grafică de utilizator. Distribuția a fost lansată în mai 2000, iar cea mai recentă versiune a fost 0.8.4 din martie 2007. |
| FlightLinux                                                | O distribuție pentru sistemele înglobate ale navelor spațiale, desfășurat în parteneriat cu NASA. . |
| GC-Linux Arhivat în 13 martie 2018, la Wayback Machine.    | Linux pentru consola Nintendo GameCube și Wii. |
| Hikarunix                                                  | Distribuție liveCD bazată pe Damn Small Linux pentru jocul de Go. Cea mai recentă versiune a fost 0.4, lansată pe 20 septembrie 2005. |
| iPodLinux                                                  | Este o distribuție Linux bazată pe μCLinux, realizată pentru a rula pe dispozitivele iPod Apple |
| Jlime                                                      | Distribuție dezvoltată de comunitatea Jlime pentru sistemele înglobate, folosind platforma OpenEmbedded. Inițial, a fost proiectată pentru Jornada PDA de la Hewlett Packard, cu microprocesoare SuperH și ARM. Mai târziu a fost portat și la arhitectura MIPS și a fost utilizat în calculatorul de buzunar Ben NanoNote și MobilePro PDA. Ultima versiune este 1.0.1 din 6 noiembrie 2006. |
| KnoppMyth                                                  | Distribuție specializată Knoppix pentru configurarea software-ului MythTV PVR. Cea mai recentă versiune a lui KnoppMyth a fost lansată în iulie 2008. După aceea, distribuția a fost mutată în Arch Linux pe măsură ce aceasta a fost și a fost redenumită la LinHES. |
| LinHES                                                     | Este o distribuție Linux pentru calculatoarele HTPC. Anterior s-a numit KnoppMyth, iar începând cu versiunea 8 (2013), se instalează numai pe computere 64 biți și se bazează pe Arch Linux. |
| MontaVista Linux                                           | Sistem Linux înglobat dezvoltat de MontaVista. Compania dezvoltă sisteme înglobate pentru automobile, echipamente de comunicații, telefoane mobile și alte echipamente electronice și software conex. |
| NetHack Linux                                              | Mini distribuție Linux ce încape pe un floppy, pentru redarea jocului NetHack. |
| OpenMosix                                                  | Extensie de kernel Linux care leagă mai multe calculatoare PC și formează un supercomputer. |
| OpenZaurus                                                 | Distribuție înglobată bazată pe Debian proiectat pentru Sharp Zaurus PDA. Ultima versiune a fost 3.5.4.1, lansată pe 6 iulie 2006. |
| PS2 Linux                                                  | Linux pentru PlayStation 2 sau PS2 Linux este o implementare Linux anterioară lansată în 2002, permițând consolei PlayStation 2 să funcționeze ca un calculator personal. Site-ul proiectului a fost închis la sfârșitul lunii octombrie 2009, iar distribuția nu mai este activă. |
| Rocks Cluster Distribution                                 | Denumită inițial NPACI Rocks, este o distribuție Linux pentru clustere de date de înaltă performanță. A fost inițial bazată pe Red Hat Enterprise Linux, dar versiunile mai noi se bazează pe CentOS cu un instalator modificat Anaconda. Ultima versiune este 6.2 din 12 mai 2015. |
| TimeSys LinuxLink                                          | Sistem Linux înglobat dezvoltat de compania TimeSys. |
| VigyaanCD Arhivat în 4 iunie 2006, la Wayback Machine.     | LiveCD care conține software de modelare pentru bioinformatică, biologie și chimie computațională. VigyaanCD v1.0 se bazează pe KNOPPIX v3.7. |
| Xebian                                                     | Variantă a proiectului Debian Linux, portat pentru a rula pe platforma Xbox. Acesta poate fi, de asemenea, folosit ca desktop pe arhitectură de 32bit și 64bit. |

## Distribuții pentru platforme alternative
| Distribuție           | Descriere |
| --------------------- | --------- |
| Linux on zSeries      |           |
| penguinppc.org        |           |
| Linux/m68k            |           |
| UltraLinux            |           |
| ACCESS Linux Platform |           |

## Distribuții inactive sau oprite
| Distribuție              |
| ------------------------ |
| Alzza Linux              |
| Beehive                  |
| Caldera Linux            |
| EvilEntity               |
| Icepack Linux            |
| Lycoris Desktop/LX       |
| MCC Linux                |
| Mastodon Linux           |
| Peachtree Linux          |
| Red Hat Linux            |
| Softlanding Linux System |
| Stampede Linux           |
| ThizLinux                |
| United Linux             |
| UserLinux                |
| Yggdrasil                |
| Open Wall Linux          |
| Kiwi Linux               |

## Distribuții utopice
| Distribuție          | Descriere |
| -------------------- | --- |
| Yellow Hat GNU/Linux | O distribuție produsă de ramura Gelugpa a budismului din Tibet, distribuție creată cu intenția de a avansa utilizatorul în limbaje de programare cât și avansarea sa spre iluminare.                                    |
| Jesux                | O distribuție constuită ca un mediu de lucru potrivit pentru un creștin, fără influențe pământești. |
| Clux                 | O distribuție pentru managementului pasăretului (găini și pui). |
| DorkOPS Omega        | O distribuție dezvoltată de un grup de cybervigilante (neffind clar identificați), DorkOPS. Omega include unelte pentru securitate și audit, recuperare, hacking, cât și capitole referitoare la 'subliminal training'. |

## Distribuții recunoscute de GNU
O categorie specială față de celelalte distribuții care au software proprietar sau oferă suport pentru ele (codec-uri proprietare, logo-uri, drivere etc) 
| Distribuție | Descriere                                        | Derivată din     |
| ----------- | ------------------------------------------------ | ---------------- |
| BLAG Linux  |                                                  | Fedora           |
| Dragora     | specializat pe editare Audio și Video            |                  |
| Dynebolic   |                                                  |                  |
| Guix        |                                                  |                  |
| gNewSense   |                                                  | Debian GNU/LINUX |
| Musix       |                                                  | Knoppix          |
| Parabola    | administrare simplă a pachetelor și a sistemului | Arch Linux       |
| Trisquel    |                                                  | Ubuntu           |
| Ututo XS    |                                                  | Gentoo Linux     |